# Тодолелья
Тодолелья, Ла-Тодолелья (ісп. Todolella (офіційна назва), валенс. La Todolella) — муніципалітет в Іспанії, у складі автономної спільноти Валенсія, у провінції Кастельйон. Населення — 137 осіб (2010).

## Географія
Муніципалітет розташований на відстані близько 290 км на схід від Мадрида, 60 км на північ від міста Кастельйон-де-ла-Плана.
На території муніципалітету розташовані такі населені пункти: (дані про населення за 2010 рік)
- Тодолелья: 121 особа
- Сараньяна: 16 осіб

## Демографія
Динаміка населення (INE ):

## Галерея зображень

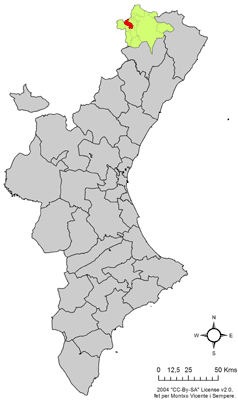
Розташування муніципалітету Тодолелья у автономній спільноті Валенсія
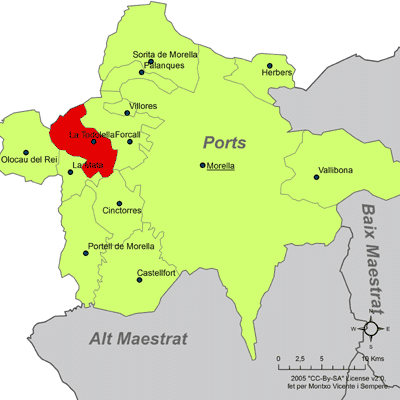
Розташування муніципалітету Тодолелья у комарці Лос-Пуертос-де-Морелья